# Ministerie van Sociale Zaken en Werkgelegenheid
Het ministerie van Sociale Zaken en Werkgelegenheid is een Nederlands ministerie, gevestigd in Den Haag. Het heeft als taken: het stimuleren van de werkgelegenheid, moderne arbeidsrelaties en het zorg dragen voor een activerende sociale zekerheid.

## Bewindspersonen
Het ministerie van Sociale Zaken en Werkgelegenheid telt sinds de beëdiging van het kabinet-Schoof één minister en één staatssecretaris. De huidige minister van Sociale Zaken en Werkgelegenheid is sinds 2 juli 2024 Eddy van Hijum (NSC), hij is tevens derde vicepremier. De staatssecretaris Participatie en Integratie is Jurgen Nobel (VVD). De ambtelijke leiding over het ministerie is in handen van secretaris-generaal Marieke van Wallenburg.

## Taken
Het ministerie heeft de volgende beleidsterreinen en doelen.
- Werkgelegenheid en arbeidsmarkt: bevorderen van werkgelegenheid en een goed functionerende arbeidsmarkt; met speciale aandacht voor minder kansrijke groepen zoals langdurig werklozen, arbeidsgehandicapten en etnische minderheden;
- Sociale zekerheid: bevorderen dat uitkeringsgerechtigden zo snel mogelijk zelfstandig in hun bestaan kunnen voorzien; voor mensen die niet zelf in staat zijn om door werk in hun eigen onderhoud te voorzien en voor mensen die de pensioengerechtigde leeftijd hebben bereikt, waarborgt SZW een inkomen;
- Inkomens: bevorderen van een evenwichtige inkomensverdeling; SZW is verantwoordelijk voor het vaststellen van het minimumloon en het sociaal minimum bij uitkeringen;
- Arbeidsomstandigheden; zorgen voor veiligheid en gezondheid op het werk; het arbeidsomstandighedenbeleid is mede gericht op preventie van ziekteverzuim en arbeidsongeschiktheid, en op vroegtijdige re-integratie;
- Arbeidsverhoudingen; werken aan goede arbeidsverhoudingen tussen werkgevers en werknemers; daarbij gaat het zowel om het faciliteren en stimuleren van moderne arbeidsrelaties, als om de rechtsbescherming van werknemers.

## Organisatie
Het ministerie bestaat uit stafdirecties, beleidsdirecties en uitvoerende onderdelen. De organisatiestructuur ziet er in 2020 als volgt uit:
- Directoraat-generaal Sociale Zekerheid en Integratie, met de directies: Werknemersregelingen, Samenleving en Integratie, Participatie en Decentrale Voorzieningen; Stelsel en Volksverzekeringen.
- Directoraat-generaal Werk, met de directies: Arbeidsmarkt en Sociaal-Economische Aangelegenheden; Arbeidsverhoudingen; Gezond en Veilig Werken; Internationale Zaken; Kinderopvang; Uitvoeringstaken Arbeidsvoorwaardenwetgeving.
- De Nederlandse Arbeidsinspectie (van 2012 tot 2022 Inspectie SZW) die begin 2012 van start ging na fusie van de Arbeidsinspectie, de Sociale Inlichtingen- en Opsporingsdienst (SIOD) en de Inspectie Werk en Inkomen. De Nederlandse Arbeidsinspectie kent de volgende onderdelen: Analyse, Programmering en Strategie; Informatievoorziening; Meldingen en Verzoeken; Opsporing; Toezicht.
- De stafdirecties vallen direct onder verantwoordelijkheid van de secretaris-generaal: de directies Communicatie; Financieel Economische Zaken; Wetgeving, Bestuurlijke en Juridische Aangelegenheden. De directies Bedrijfsvoering Bestuursondersteuning, CIO-office & integrale veiligheid, Dienstverlening, Samenwerkingsverbanden en Uitvoering, Organisatie, Bedrijfsvoering en Personeel en de Rijksschoonmaakorganisatie vallen onder verantwoordelijkheid van de plaatsvervangend secretaris-generaal.

## Huisvesting
Het ministerie was eerder gehuisvest in een door architect Herman Hertzberger ontworpen gebouw tegenover het Station Den Haag Laan van NOI aan de rand van de wijk Bezuidenhout. Onder insiders stond dit onderkomen bekend als 'De Anna' - naar de Anna van Hannoverstraat, waaraan het gevestigd was. Het ministerie werd daarna ondergebracht in Rijkskantoor 'De Resident' aan het Parnassusplein te Den Haag.

## Geschiedenis

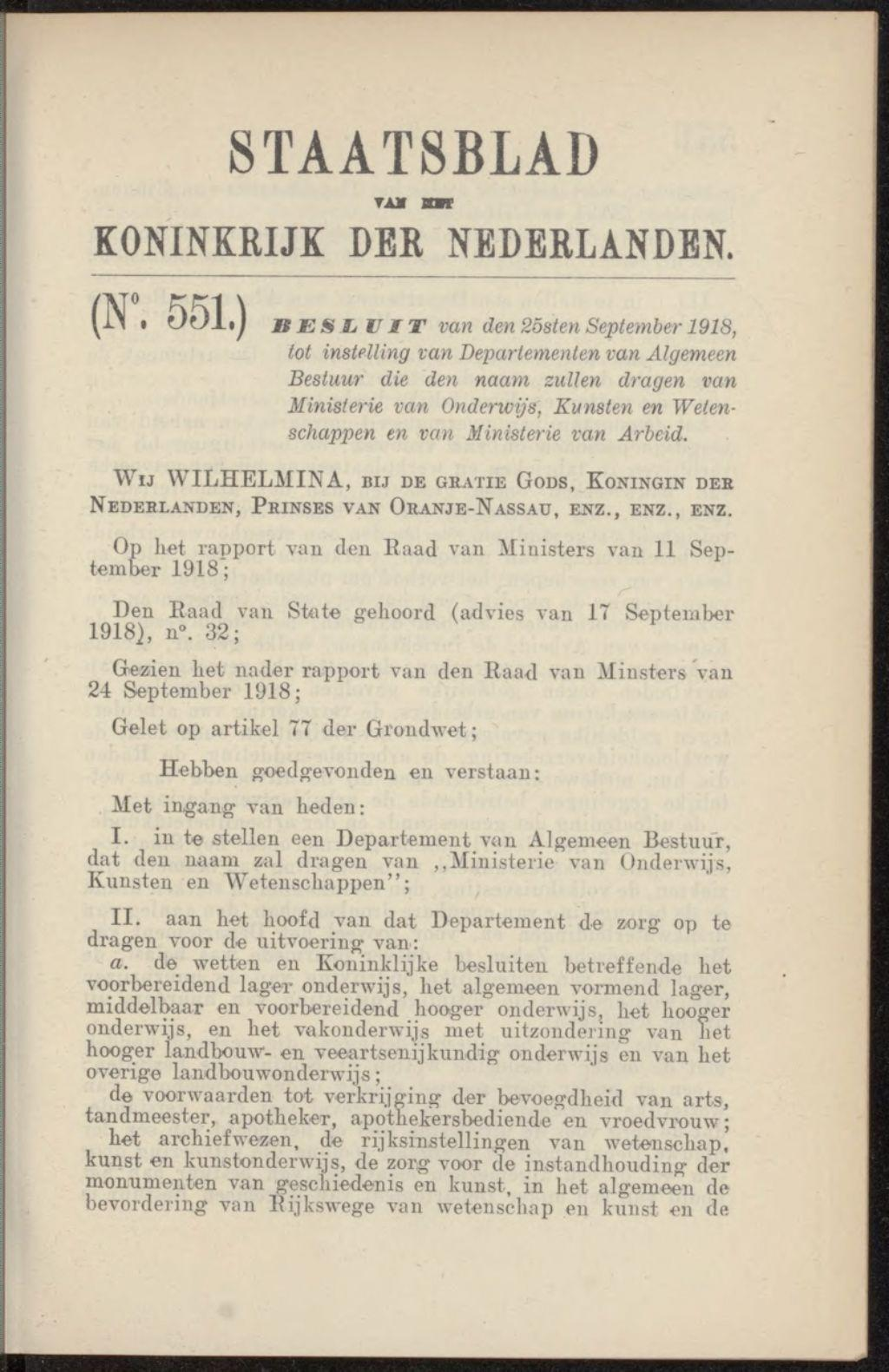
Staatsblad van het Koninkrijk der Nederlanden 1918 number 551, blad 1.

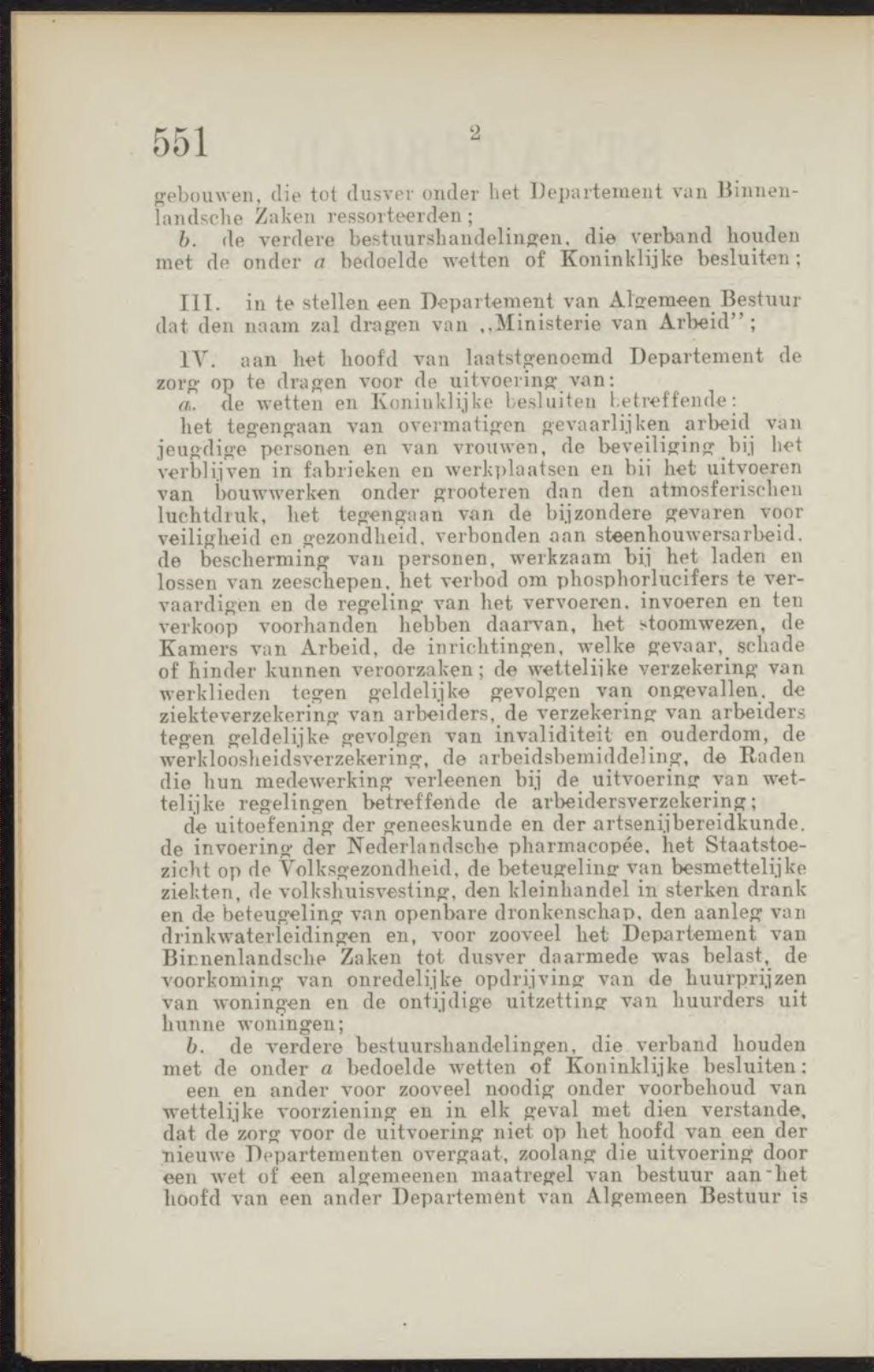
Staatsblad van het Koninkrijk der Nederlanden 1918 number 551, blad 2.

Het ministerie van Arbeid, de voorloper van het ministerie van Sociale Zaken en Werkgelegenheid, werd ingesteld in 1918, bij het aantreden van het eerste kabinet-Ruijs de Beerenbrouck. Het besluit hiertoe staat in het Staatsblad van 25 september 1918. Het ministerie moest onder meer toezien op "de beveiliging bij het verblijven in fabrieken en werkplaatsen" en "overmatigen gevaarlijken arbeid van jeugdige personen en van vrouwen" tegengaan.
De eerste minister van Arbeid was de sociaal bevlogen rooms-katholiek Piet Aalberse. Die ging voortvarend aan de slag: al in 1919 trad de Arbeidswet in werking. Daarin werden onder meer de 8-urige werkdag en de 45-urige werkweek geregeld. Verder kwamen er strengere regels voor (zwaar) werk door vrouwen en voor kinderarbeid. Ook nam Aalberse het initiatief tot de oprichting van de Hoge Raad van Arbeid, de voorloper van de Sociaal-Economische Raad (SER).
In 1933 kreeg het ministerie de naam Ministerie van Sociale Zaken. In 1951 werd het Ministerie van Sociale Zaken en Volksgezondheid, in 1971 weer Ministerie van Sociale Zaken en in 1981 Ministerie van Sociale Zaken en Werkgelegenheid.
|  |  |                                             |                                             |                                             |                                             |                                             |                                             | Onderdeel van Binnenlandse Zaken tot 1877   |                                             |                                             |                                             |                                                    |                                                    |                                                    |                                                    |                                                    |                                                    |                                                                          |                                                                          |                                                                          |                                                                          |                                                                          |                                                                          |                                          |                                          |                                        |                                        |                |                |                |                |             |             |  |  |  |  |  |  |  |  |  |  |  |  |  |  |  |  |  |  |  |  |
|  |  |                                             |                                             |                                             |                                             |                                             |                                             |                                             |                                             |                                             |                                             |                                                    |                                                    |                                                    |                                                    |                                                    |                                                    |                                                                          |                                                                          |                                                                          |                                                                          |                                                                          |                                                                          |                                          |                                          |                                        |                                        |                |                |                |                |             |             |  |  |  |  |  |  |  |  |  |  |  |  |  |  |  |  |  |  |  |  |
|  |  |                                             |                                             |                                             |                                             |                                             |                                             |                                             |                                             |                                             |                                             | Waterstaat, Handel en Nijverheid 1877–1906         |                                                    |                                                    |                                                    |                                                    |                                                    |                                                                          |                                                                          |                                                                          |                                                                          |                                                                          |                                                                          |                                          |                                          |                                        |                                        |                |                |                |                |             |             |  |  |  |  |  |  |  |  |  |  |  |  |  |  |  |  |  |  |  |  |
|  |  |                                             |                                             |                                             |                                             |                                             |                                             |                                             |                                             |                                             |                                             |                                                    |                                                    |                                                    |                                                    |                                                    |                                                    |                                                                          |                                                                          |                                                                          |                                                                          |                                                                          |                                                                          |                                          |                                          |                                        |                                        |                |                |                |                |             |             |  |  |  |  |  |  |  |  |  |  |  |  |  |  |  |  |  |  |  |  |
|  |  |                                             |                                             |                                             |                                             |                                             |                                             |                                             |                                             |                                             |                                             |                                                    |                                                    |                                                    |                                                    |                                                    |                                                    |                                                                          |                                                                          |                                                                          |                                                                          |                                                                          |                                                                          |                                          |                                          |                                        |                                        |                |                |                |                |             |             |  |  |  |  |  |  |  |  |  |  |  |  |  |  |  |  |  |  |  |  |
|  |  |                                             |                                             |                                             |                                             |                                             |                                             |                                             |                                             |                                             |                                             |                                                    |                                                    |                                                    |                                                    |                                                    |                                                    |                                                                          |                                                                          |                                                                          |                                                                          |                                                                          |                                                                          |                                          |                                          |                                        |                                        |                |                |                |                |             |             |  |  |  |  |  |  |  |  |  |  |  |  |  |  |  |  |  |  |  |  |
|  |  |                                             |                                             |                                             |                                             |                                             |                                             |                                             |                                             |                                             |                                             | Landbouw, Nijverheid en Handel 1906–23             | Landbouw, Nijverheid en Handel 1906–23             | Landbouw, Nijverheid en Handel 1906–23             | Landbouw, Nijverheid en Handel 1906–23             | Landbouw, Nijverheid en Handel 1906–23             | Landbouw, Nijverheid en Handel 1906–23             |                                                                          |                                                                          | Arbeid 1918–23                                                           | Arbeid 1918–23                                                           | Arbeid 1918–23                                                           | Arbeid 1918–23                                                           | Arbeid 1918–23                           | Arbeid 1918–23                           |                                        |                                        | Waterstaat     | Waterstaat     | Waterstaat     | Waterstaat     | Waterstaat  | Waterstaat  |  |  |  |  |  |  |  |  |  |  |  |  |  |  |  |  |  |  |  |  |
|  |  |                                             |                                             |                                             |                                             |                                             |                                             |                                             |                                             |                                             |                                             | Landbouw, Nijverheid en Handel 1906–23             | Landbouw, Nijverheid en Handel 1906–23             | Landbouw, Nijverheid en Handel 1906–23             | Landbouw, Nijverheid en Handel 1906–23             | Landbouw, Nijverheid en Handel 1906–23             | Landbouw, Nijverheid en Handel 1906–23             |                                                                          |                                                                          | Arbeid 1918–23                                                           | Arbeid 1918–23                                                           | Arbeid 1918–23                                                           | Arbeid 1918–23                                                           | Arbeid 1918–23                           | Arbeid 1918–23                           |                                        |                                        | Waterstaat     | Waterstaat     | Waterstaat     | Waterstaat     | Waterstaat  | Waterstaat  |  |  |  |  |  |  |  |  |  |  |  |  |  |  |  |  |  |  |  |  |
|  |  |                                             |                                             |                                             |                                             |                                             |                                             |                                             |                                             |                                             |                                             |                                                    |                                                    |                                                    |                                                    |                                                    |                                                    |                                                                          |                                                                          |                                                                          |                                                                          |                                                                          |                                                                          |                                          |                                          |                                        |                                        |                |                |                |                |             |             |  |  |  |  |  |  |  |  |  |  |  |  |  |  |  |  |  |  |  |  |
|  |  |                                             |                                             |                                             |                                             |                                             |                                             |                                             |                                             |                                             |                                             |                                                    |                                                    |                                                    |                                                    |                                                    |                                                    |                                                                          |                                                                          |                                                                          |                                                                          |                                                                          |                                                                          |                                          |                                          |                                        |                                        |                |                |                |                |             |             |  |  |  |  |  |  |  |  |  |  |  |  |  |  |  |  |  |  |  |  |
|  |  | Onderwijs, Kunsten en Wetenschappen 1918–65 | Onderwijs, Kunsten en Wetenschappen 1918–65 | Onderwijs, Kunsten en Wetenschappen 1918–65 | Onderwijs, Kunsten en Wetenschappen 1918–65 | Onderwijs, Kunsten en Wetenschappen 1918–65 | Onderwijs, Kunsten en Wetenschappen 1918–65 |                                             |                                             | Binnenlandse Zaken en Landbouw 1923–35      | Binnenlandse Zaken en Landbouw 1923–35      | Binnenlandse Zaken en Landbouw 1923–35             | Binnenlandse Zaken en Landbouw 1923–35             | Binnenlandse Zaken en Landbouw 1923–35             | Binnenlandse Zaken en Landbouw 1923–35             |                                                    |                                                    | Arbeid, Handel en Nijverheid 1923–32 Economische Zaken en Arbeid 1932–33 | Arbeid, Handel en Nijverheid 1923–32 Economische Zaken en Arbeid 1932–33 | Arbeid, Handel en Nijverheid 1923–32 Economische Zaken en Arbeid 1932–33 | Arbeid, Handel en Nijverheid 1923–32 Economische Zaken en Arbeid 1932–33 | Arbeid, Handel en Nijverheid 1923–32 Economische Zaken en Arbeid 1932–33 | Arbeid, Handel en Nijverheid 1923–32 Economische Zaken en Arbeid 1932–33 |                                          |                                          |                                        |                                        |                |                |                |                |             |             |  |  |  |  |  |  |  |  |  |  |  |  |  |  |  |  |  |  |  |  |
|  |  | Onderwijs, Kunsten en Wetenschappen 1918–65 | Onderwijs, Kunsten en Wetenschappen 1918–65 | Onderwijs, Kunsten en Wetenschappen 1918–65 | Onderwijs, Kunsten en Wetenschappen 1918–65 | Onderwijs, Kunsten en Wetenschappen 1918–65 | Onderwijs, Kunsten en Wetenschappen 1918–65 |                                             |                                             | Binnenlandse Zaken en Landbouw 1923–35      | Binnenlandse Zaken en Landbouw 1923–35      | Binnenlandse Zaken en Landbouw 1923–35             | Binnenlandse Zaken en Landbouw 1923–35             | Binnenlandse Zaken en Landbouw 1923–35             | Binnenlandse Zaken en Landbouw 1923–35             |                                                    |                                                    | Arbeid, Handel en Nijverheid 1923–32 Economische Zaken en Arbeid 1932–33 | Arbeid, Handel en Nijverheid 1923–32 Economische Zaken en Arbeid 1932–33 | Arbeid, Handel en Nijverheid 1923–32 Economische Zaken en Arbeid 1932–33 | Arbeid, Handel en Nijverheid 1923–32 Economische Zaken en Arbeid 1932–33 | Arbeid, Handel en Nijverheid 1923–32 Economische Zaken en Arbeid 1932–33 | Arbeid, Handel en Nijverheid 1923–32 Economische Zaken en Arbeid 1932–33 |                                          |                                          |                                        |                                        |                |                |                |                |             |             |  |  |  |  |  |  |  |  |  |  |  |  |  |  |  |  |  |  |  |  |
|  |  |                                             |                                             |                                             |                                             |                                             |                                             |                                             |                                             |                                             |                                             |                                                    |                                                    |                                                    |                                                    |                                                    |                                                    |                                                                          |                                                                          |                                                                          |                                                                          |                                                                          |                                                                          |                                          |                                          |                                        |                                        |                |                |                |                |             |             |  |  |  |  |  |  |  |  |  |  |  |  |  |  |  |  |  |  |  |  |
|  |  |                                             |                                             |                                             |                                             |                                             |                                             |                                             |                                             | Maatschappelijk Werk 1952–65                | Maatschappelijk Werk 1952–65                | Maatschappelijk Werk 1952–65                       | Maatschappelijk Werk 1952–65                       | Maatschappelijk Werk 1952–65                       | Maatschappelijk Werk 1952–65                       |                                                    |                                                    | Sociale Zaken 1933–51                                                    | Sociale Zaken 1933–51                                                    | Sociale Zaken 1933–51                                                    | Sociale Zaken 1933–51                                                    | Sociale Zaken 1933–51                                                    | Sociale Zaken 1933–51                                                    |                                          |                                          | econ. zaken                            | econ. zaken                            | econ. zaken    | econ. zaken    | econ. zaken    | econ. zaken    |             |             |  |  |  |  |  |  |  |  |  |  |  |  |  |  |  |  |  |  |  |  |
|  |  |                                             |                                             |                                             |                                             |                                             |                                             |                                             |                                             | Maatschappelijk Werk 1952–65                | Maatschappelijk Werk 1952–65                | Maatschappelijk Werk 1952–65                       | Maatschappelijk Werk 1952–65                       | Maatschappelijk Werk 1952–65                       | Maatschappelijk Werk 1952–65                       |                                                    |                                                    | Sociale Zaken 1933–51                                                    | Sociale Zaken 1933–51                                                    | Sociale Zaken 1933–51                                                    | Sociale Zaken 1933–51                                                    | Sociale Zaken 1933–51                                                    | Sociale Zaken 1933–51                                                    |                                          |                                          | econ. zaken                            | econ. zaken                            | econ. zaken    | econ. zaken    | econ. zaken    | econ. zaken    |             |             |  |  |  |  |  |  |  |  |  |  |  |  |  |  |  |  |  |  |  |  |
|  |  |                                             |                                             |                                             |                                             |                                             |                                             |                                             |                                             |                                             |                                             |                                                    |                                                    |                                                    |                                                    |                                                    |                                                    |                                                                          |                                                                          |                                                                          |                                                                          |                                                                          |                                                                          |                                          |                                          |                                        |                                        |                |                |                |                |             |             |  |  |  |  |  |  |  |  |  |  |  |  |  |  |  |  |  |  |  |  |
|  |  |                                             |                                             |                                             |                                             |                                             |                                             |                                             |                                             |                                             |                                             |                                                    |                                                    |                                                    |                                                    |                                                    |                                                    |                                                                          |                                                                          |                                                                          |                                                                          |                                                                          |                                                                          |                                          |                                          |                                        |                                        |                |                |                |                |             |             |  |  |  |  |  |  |  |  |  |  |  |  |  |  |  |  |  |  |  |  |
|  |  |                                             |                                             | Onderwijs en Wetenschappen 1965–94          | Onderwijs en Wetenschappen 1965–94          | Onderwijs en Wetenschappen 1965–94          | Onderwijs en Wetenschappen 1965–94          | Onderwijs en Wetenschappen 1965–94          | Onderwijs en Wetenschappen 1965–94          |                                             |                                             | Cultuur, Recreatie en Maatschappelijk Werk 1965–82 | Cultuur, Recreatie en Maatschappelijk Werk 1965–82 | Cultuur, Recreatie en Maatschappelijk Werk 1965–82 | Cultuur, Recreatie en Maatschappelijk Werk 1965–82 | Cultuur, Recreatie en Maatschappelijk Werk 1965–82 | Cultuur, Recreatie en Maatschappelijk Werk 1965–82 |                                                                          |                                                                          | Sociale Zaken en Volksgezondheid 1951–71                                 | Sociale Zaken en Volksgezondheid 1951–71                                 | Sociale Zaken en Volksgezondheid 1951–71                                 | Sociale Zaken en Volksgezondheid 1951–71                                 | Sociale Zaken en Volksgezondheid 1951–71 | Sociale Zaken en Volksgezondheid 1951–71 |                                        |                                        | VRO 1965–82    | VRO 1965–82    | VRO 1965–82    | VRO 1965–82    | VRO 1965–82 | VRO 1965–82 |  |  |  |  |  |  |  |  |  |  |  |  |  |  |  |  |  |  |  |  |
|  |  |                                             |                                             | Onderwijs en Wetenschappen 1965–94          | Onderwijs en Wetenschappen 1965–94          | Onderwijs en Wetenschappen 1965–94          | Onderwijs en Wetenschappen 1965–94          | Onderwijs en Wetenschappen 1965–94          | Onderwijs en Wetenschappen 1965–94          |                                             |                                             | Cultuur, Recreatie en Maatschappelijk Werk 1965–82 | Cultuur, Recreatie en Maatschappelijk Werk 1965–82 | Cultuur, Recreatie en Maatschappelijk Werk 1965–82 | Cultuur, Recreatie en Maatschappelijk Werk 1965–82 | Cultuur, Recreatie en Maatschappelijk Werk 1965–82 | Cultuur, Recreatie en Maatschappelijk Werk 1965–82 |                                                                          |                                                                          | Sociale Zaken en Volksgezondheid 1951–71                                 | Sociale Zaken en Volksgezondheid 1951–71                                 | Sociale Zaken en Volksgezondheid 1951–71                                 | Sociale Zaken en Volksgezondheid 1951–71                                 | Sociale Zaken en Volksgezondheid 1951–71 | Sociale Zaken en Volksgezondheid 1951–71 |                                        |                                        | VRO 1965–82    | VRO 1965–82    | VRO 1965–82    | VRO 1965–82    | VRO 1965–82 | VRO 1965–82 |  |  |  |  |  |  |  |  |  |  |  |  |  |  |  |  |  |  |  |  |
|  |  |                                             |                                             |                                             |                                             |                                             |                                             |                                             |                                             |                                             |                                             |                                                    |                                                    |                                                    |                                                    |                                                    |                                                    |                                                                          |                                                                          |                                                                          |                                                                          |                                                                          |                                                                          |                                          |                                          |                                        |                                        |                |                |                |                |             |             |  |  |  |  |  |  |  |  |  |  |  |  |  |  |  |  |  |  |  |  |
|  |  |                                             |                                             |                                             |                                             |                                             |                                             |                                             |                                             |                                             |                                             |                                                    |                                                    | Volksgezondheid en Milieuhygiëne 1971–82           | Volksgezondheid en Milieuhygiëne 1971–82           | Volksgezondheid en Milieuhygiëne 1971–82           | Volksgezondheid en Milieuhygiëne 1971–82           | Volksgezondheid en Milieuhygiëne 1971–82                                 | Volksgezondheid en Milieuhygiëne 1971–82                                 |                                                                          |                                                                          | Sociale Zaken 1971–81                                                    | Sociale Zaken 1971–81                                                    | Sociale Zaken 1971–81                    | Sociale Zaken 1971–81                    | Sociale Zaken 1971–81                  | Sociale Zaken 1971–81                  |                |                |                |                |             |             |  |  |  |  |  |  |  |  |  |  |  |  |  |  |  |  |  |  |  |  |
|  |  |                                             |                                             |                                             |                                             |                                             |                                             |                                             |                                             |                                             |                                             |                                                    |                                                    | Volksgezondheid en Milieuhygiëne 1971–82           | Volksgezondheid en Milieuhygiëne 1971–82           | Volksgezondheid en Milieuhygiëne 1971–82           | Volksgezondheid en Milieuhygiëne 1971–82           | Volksgezondheid en Milieuhygiëne 1971–82                                 | Volksgezondheid en Milieuhygiëne 1971–82                                 |                                                                          |                                                                          | Sociale Zaken 1971–81                                                    | Sociale Zaken 1971–81                                                    | Sociale Zaken 1971–81                    | Sociale Zaken 1971–81                    | Sociale Zaken 1971–81                  | Sociale Zaken 1971–81                  |                |                |                |                |             |             |  |  |  |  |  |  |  |  |  |  |  |  |  |  |  |  |  |  |  |  |
|  |  |                                             |                                             |                                             |                                             |                                             |                                             |                                             |                                             |                                             |                                             |                                                    |                                                    |                                                    |                                                    |                                                    |                                                    |                                                                          |                                                                          |                                                                          |                                                                          |                                                                          |                                                                          |                                          |                                          |                                        |                                        |                |                |                |                |             |             |  |  |  |  |  |  |  |  |  |  |  |  |  |  |  |  |  |  |  |  |
|  |  |                                             |                                             |                                             |                                             |                                             |                                             |                                             |                                             | Welzijn, Volksgezondheid en Cultuur 1982–94 | Welzijn, Volksgezondheid en Cultuur 1982–94 | Welzijn, Volksgezondheid en Cultuur 1982–94        | Welzijn, Volksgezondheid en Cultuur 1982–94        | Welzijn, Volksgezondheid en Cultuur 1982–94        | Welzijn, Volksgezondheid en Cultuur 1982–94        |                                                    |                                                    |                                                                          |                                                                          |                                                                          |                                                                          |                                                                          |                                                                          |                                          |                                          | VROM 1982–2010                         | VROM 1982–2010                         | VROM 1982–2010 | VROM 1982–2010 | VROM 1982–2010 | VROM 1982–2010 |             |             |  |  |  |  |  |  |  |  |  |  |  |  |  |  |  |  |  |  |  |  |
|  |  |                                             |                                             |                                             |                                             |                                             |                                             |                                             |                                             | Welzijn, Volksgezondheid en Cultuur 1982–94 | Welzijn, Volksgezondheid en Cultuur 1982–94 | Welzijn, Volksgezondheid en Cultuur 1982–94        | Welzijn, Volksgezondheid en Cultuur 1982–94        | Welzijn, Volksgezondheid en Cultuur 1982–94        | Welzijn, Volksgezondheid en Cultuur 1982–94        |                                                    |                                                    |                                                                          |                                                                          |                                                                          |                                                                          |                                                                          |                                                                          |                                          |                                          | VROM 1982–2010                         | VROM 1982–2010                         | VROM 1982–2010 | VROM 1982–2010 | VROM 1982–2010 | VROM 1982–2010 |             |             |  |  |  |  |  |  |  |  |  |  |  |  |  |  |  |  |  |  |  |  |
|  |  |                                             |                                             |                                             |                                             |                                             |                                             |                                             |                                             |                                             |                                             |                                                    |                                                    |                                                    |                                                    |                                                    |                                                    |                                                                          |                                                                          |                                                                          |                                                                          |                                                                          |                                                                          |                                          |                                          |                                        |                                        |                |                |                |                |             |             |  |  |  |  |  |  |  |  |  |  |  |  |  |  |  |  |  |  |  |  |
|  |  |                                             |                                             |                                             |                                             | Onderwijs, Cultuur en Wetenschap(pen) 1994– | Onderwijs, Cultuur en Wetenschap(pen) 1994– | Onderwijs, Cultuur en Wetenschap(pen) 1994– | Onderwijs, Cultuur en Wetenschap(pen) 1994– | Onderwijs, Cultuur en Wetenschap(pen) 1994– | Onderwijs, Cultuur en Wetenschap(pen) 1994– |                                                    |                                                    | Volksgezondheid, Welzijn en Sport 1994–            | Volksgezondheid, Welzijn en Sport 1994–            | Volksgezondheid, Welzijn en Sport 1994–            | Volksgezondheid, Welzijn en Sport 1994–            | Volksgezondheid, Welzijn en Sport 1994–                                  | Volksgezondheid, Welzijn en Sport 1994–                                  |                                                                          |                                                                          | Sociale Zaken en Werkgelegenheid 1981–                                   | Sociale Zaken en Werkgelegenheid 1981–                                   | Sociale Zaken en Werkgelegenheid 1981–   | Sociale Zaken en Werkgelegenheid 1981–   | Sociale Zaken en Werkgelegenheid 1981– | Sociale Zaken en Werkgelegenheid 1981– |                |                |                |                |             |             |  |  |  |  |  |  |  |  |  |  |  |  |  |  |  |  |  |  |  |  |